# Автошлях Т 1018
Автошлях Т 1018 — автомобільний шлях територіального значення в Київській області. Проходить територією Бориспільського, Баришівського та Яготинського районів районів. Загальна довжина — 51 км.
Частина шляху пролягає через місто Березань, де дана ділянка дороги має назву вулиці Героїв Небесної Сотні і є однією з центральних вулиць міста.